# Хакі (село)
Хакі (груз. ხაკი) — село в Грузії.
За даними перепису населення 2014 року в селі проживає 70 осіб.